# Szapáry Frigyes

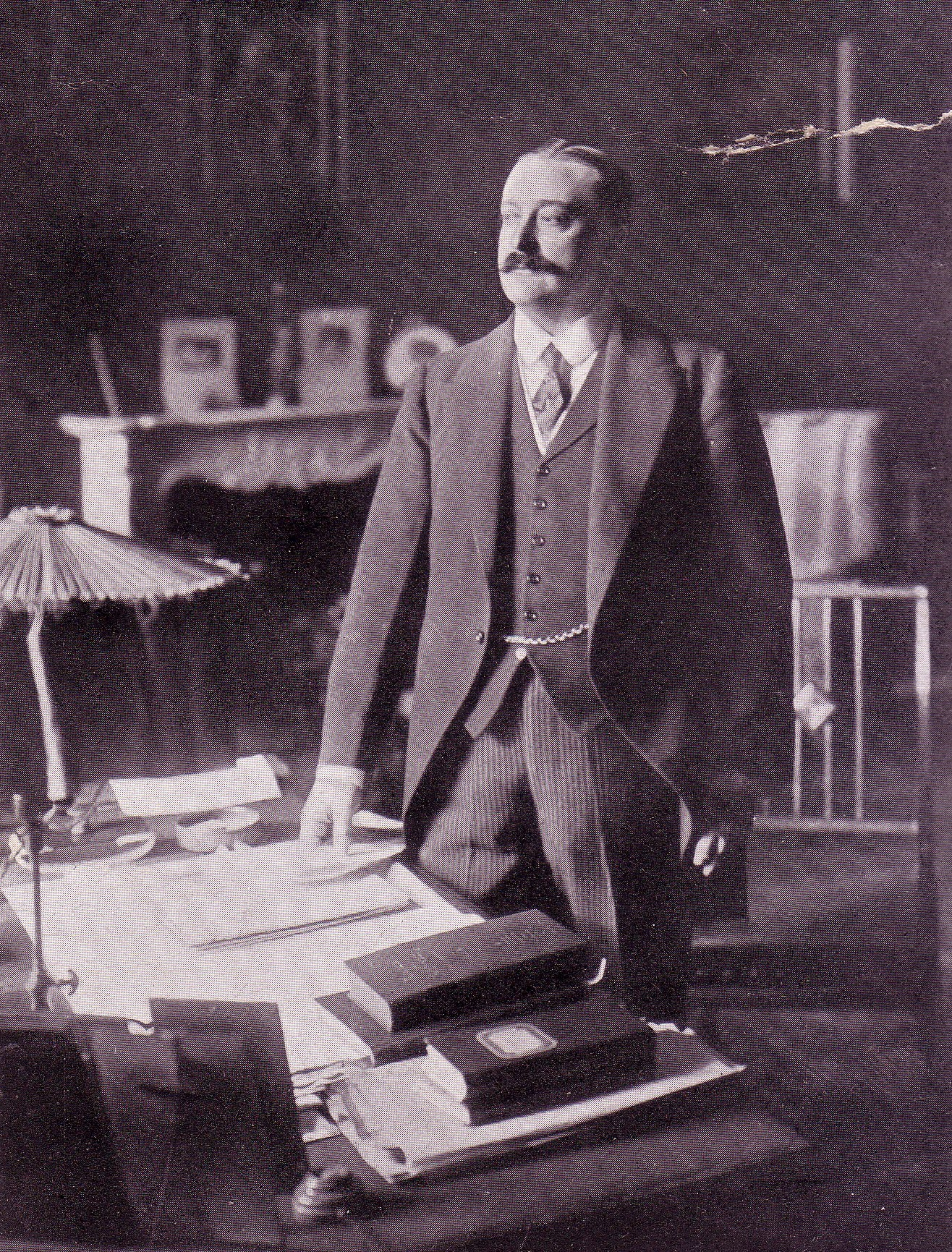
Szapáry Frigyes

Szapári, muraszombathi és széchyszigeti gróf Szapáry Frigyes (Buda, 1869. november 5. – Bécs, 1935. március 18.) lovassági tábornok, diplomata, nagykövet, nagybirtokos.

## Élete
Szapáry László és Marianne von Grünne harmadik gyermekeként született. Jogot tanult. Diplomáciai pályáját Olaszországban kezdte, ahol 1899-től követségi attasé volt. 1903-tól Berlinben működött szintén attaséként, majd 1907-től követségi titkár Münchenben. 1909-től az Osztrák–Magyar Monarchia közös külügyminisztériumának kabinetfőnöke, az elnöki osztály vezetője 1912-től. 1913-tól a Monarchia oroszországi nagykövete. Az első világháború kitörését megelőző tárgyalásokban jelentős szerepe volt. 1914. augusztus 6-án ő adta át a Monarchia Oroszországnak szóló hadüzenetét. Rendelkezési állományba került 1915-ben. Az örökös jogú Főrendiház tagja volt.
Unokája Marie von Reibnitz bárónő, Mihály kenti herceg felesége.